# João Soares (homme politique)
João Barroso Soares (né le 29 août 1949 à São Cristóvão e São Lourenço, Lisbonne) est un éditeur portugais et homme politique du Parti socialiste, qui est président de la municipalité de Lisbonne de 1995 à 2002.

## Biographie
Il est le fils de l'ancien Premier ministre et président portugais, Mário Soares, et de l'actrice Maria Barroso. Il est marié à Maria Olímpia Soares (née en 1951), fille d'António Domingos de Oliveira Soares et épouse Clotilde Soares, dont il a  trois enfants. Plus tard divorcé, il épouse la Belge Annick Burhenne, avec qui il a un fils Jonas (né en 2003), du nom de Jonas Savimbi, dont João Soares est un admirateur, et une fille Lilah (née en 2007).
Il est membre du Parlement européen et du Conseil d'État portugais.
En 2004, il perd face à Manuel Alegre et José Sócrates pour la direction du parti, et en octobre 2005, il perd face à Fernando Seara l'élection à la présidence de la municipalité de Sintra. Il perd également l'élection à la présidence de la municipalité de Lisbonne face à Pedro Santana Lopes, en 2001, étant le premier maire de Lisbonne à ne pas être réélu.
En juillet 2008, il est élu président de l’Assemblée parlementaire de l'OSCE. Il est réélu pour un nouveau mandat d’un an en juillet 2009.
Lors des élections américaines de 2008 et 2012, il est coordinateur spécial de la Mission d'observation internationale de l'OSCE.
En avril 2016, dans une publication sur Facebook, João Soares, ministre de la Culture, déclare qu'il attend avec impatience de porter des « coups salutaires » à deux chroniqueurs de journaux. Cette publication suscite des centaines de commentaires critiques de la part du public, de personnalités de l’opposition et de journalistes. M. Soares démissionne après que le Premier ministre António Costa l'ait réprimandé et lui présente des excuses publiques.